# Plaza Philip A. Hart
La Plaza Philip A. Hart en el Downtown de Detroit, es una plaza de la ciudad a lo largo del río Detroit cerca de la intersección de las avenidas Woodward y Jefferson. Se encuentra más o menos en el sitio en el que Antoine Laumet de La Mothe desembarcó en 1701 y fundó Fort Pontchartrain, el asentamiento que se convirtió en Detroit. La plaza de 5,7 hectáreas, que lleva el nombre del difunto senador estadounidense Philip Hart, abrió sus puertas en 1975 y tiene una capacidad para unas 40.000 personas. En el centro se encuentra la Fuente Horace E. Dodge e hijo, diseñada por Isamu Noguchi y Walter Budd en 1978. En 2011, la Autoridad Portuaria del condado de Detroit-Wayne abrió su nueva terminal de pasajeros y muelle de cruceros en Hart Plaza, adyacente al Renaissance Center, que recibe importantes cruceros como el MS Hamburg y el Yorktown.

## Historia
Se cree que el área donde se encuentra hoy Hart Plaza es donde Antoine Laumet de La Mothe, sieur de Cadillac desembarcó en 1701. El área frente al mar se convirtió en la principal fuente de comunicación y transporte al mundo exterior hasta los inventos del ferrocarril y el telégrafo. A mediados del siglo XIX, esta área estaba cubierta por muelles, almacenes y otras industrias, al igual que la mayor parte de la costa de Detroit de la época.
No fue sino hasta 1890 que Hazen S. Pingree, el alcalde de Detroit en ese momento, sugirió que la ubicación sería ideal para la creación de un centro frente al mar para las funciones de la ciudad. Sin embargo, el proyecto no se llevó a cabo.
En 1924, el arquitecto Eliel Saarinen fue comisionado por la AIA de Míchigan para componer un diseño de centro cívico frente al mar. Pero la Segunda Guerra Mundial se interpuso en su desarrollo y el plan solo se reactivò a finales de los años 1940. Tras demoler gran parte de la zona, las primeras construcciones en el área fueron un salón de veteranos, un auditorio y el edificio de la ciudad y el condado.
Finalmente, llegó a la creación de lo que ahora es Hart Plaza. Lo que se creó fue una desviación del diseño original de Saarinen, que originalmente era un área de césped. En su lugar, se decidió construir la actual plaza de hormigón, con varios anfiteatros incorporados para conciertos, así como la Fuente Dodge. El diseño final fue realizado por la firma de Smith, Hinchman & Grylls, con la ayuda de Isamu Noguchi.

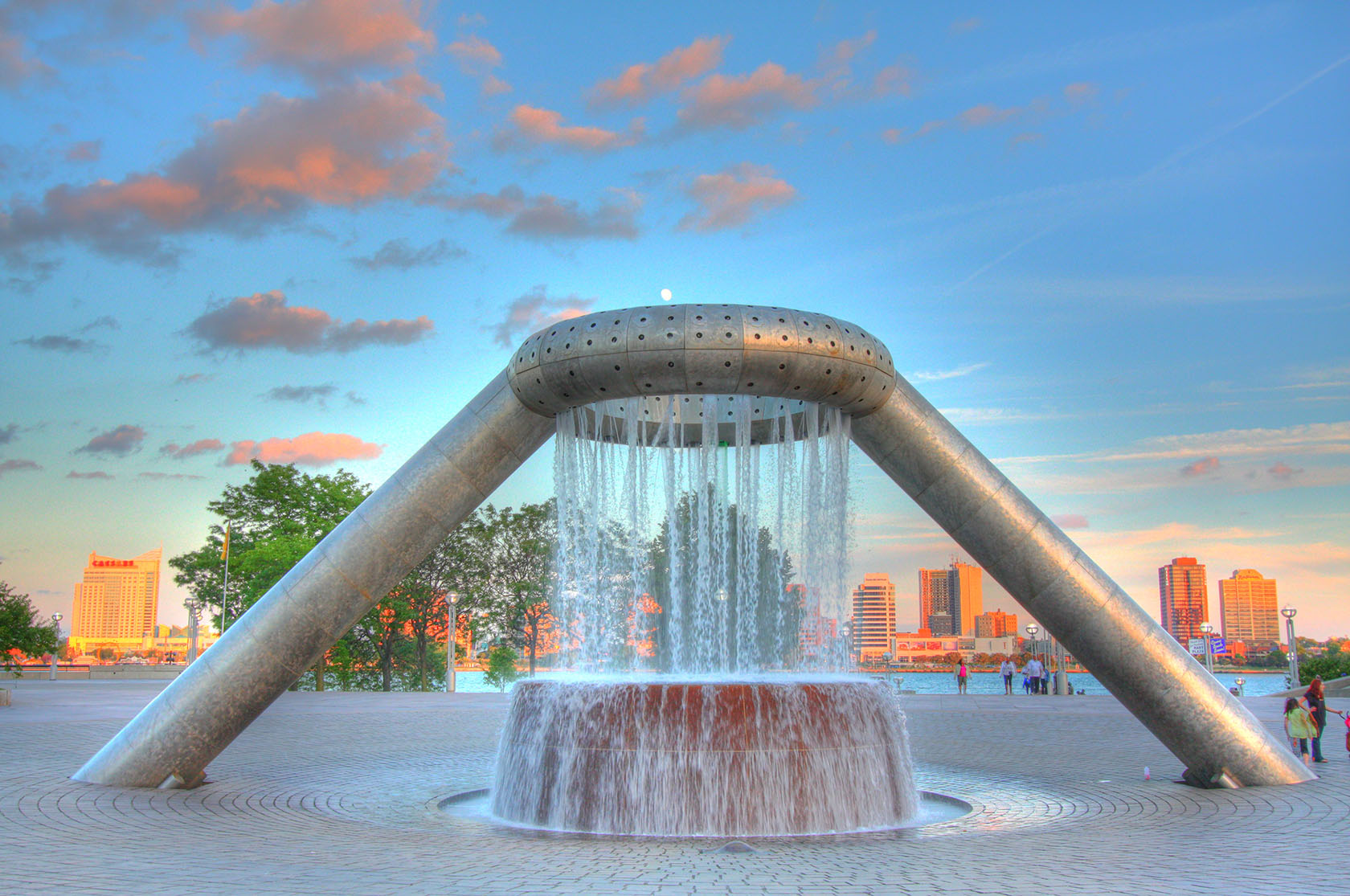
Fuente Dodge.

La plaza se abrió en 1975 y en 1976 se dedicó a Philip Hart, un senador de los Estados Unidos de 1959 a 1976. Sin embargo, el parque no se completó hasta 1979.
En el 300 cumpleaños de la ciudad, el 24 de julio de 2001, se descubrió una estatua que representaba a Antoine Laumet de La Mothe, la llegada del sieur de Cadillac a lo que se convertiría en Detroit en 1701.
El 20 de octubre de 2001, se inauguró el Gateway to Freedom International Memorial to the Underground Railroad, en conmemoración del papel de Detroit en el ferrocarril subterráneo. Fue esculpido por Edward Dwight, después de ganar un concurso.
Transcending, una escultura en arco y el Michigan Labor Legacy Landmark, se dedicó el 30 de agosto de 2003. Se encuentra al oeste de la entrada a Hart Plaza, cerca de la intersección de las avenidas Woodward y Jefferson.
En 2006, la Autoridad Portuaria del Condado de Detroit / Wayne agregó un muelle de cruceros y una terminal de pasajeros al sitio.

## Entorno
Hart Plaza está rodeado de muchas áreas y edificios importantes del área del centro de Detroit. Se encuentra a pocas cuadras del GM Renaissance Center (RenCen), Joe Louis Arena y TCF Center. En los últimos años, Hart Plaza se ha convertido en parte de Detroit International Riverfront.
Los visitantes de Hart Plaza pueden ver al otro lado del río Windsor, la ribera del río Ontario y el Belle Isle State Park.

## Diseño
El parque tiene 8 acres y está limitado por el río Detroit hacia el sur, la avenida Jefferson East hacia el norte, Bates Avenue hacia el este y Civic Center Drive hacia el oeste. Consiste en el nivel superior en el nivel de la avenida Jefferson, que es una losa de cemento soportada con revestimiento de granito y hormigón de cornalina, y suspendida por encima del nivel inferior en el nivel de Atwater Street. La plaza fue diseñada por los arquitectos con sede en Detroit Smith, Hinchman & Grylls en consulta con el arquitecto estadounidense japonés Isamu Noguchi.
La entrada principal de la plaza se encuentra al pie de Woodward Avenue, al sur del Monumento a Joe Louis. En la entrada está el Pilón, una escultura de aguja de acero inoxidable diseñada por Isamu Noguchi. Ubicado al oeste de la entrada se encuentra el Monumento al Legado Laboral de Míchigan, cuya pieza central es una escultura de arco de acero de 63 pies de altura de David Barr y Sergio de Giusti titulada Transcending. Cerca del centro del patio está el punto focal de Hart Plaza, Horace E. Dodge and Son Memorial Fountain, también diseñado por Isamu Noguchi.
El nivel inferior de Hart Plaza incluye un anfiteatro al aire libre cerca del centro del patio, vestidores, áreas de preparación de alimentos con servicio de cocina, patio de comidas, tres juegos de baños públicos, cabinas de bebidas permanentes, áreas de almacenamiento temporal, oficinas, policía de Detroit. Departamento de correos en la esquina sureste de la plaza, galería de arte y muelle de carga.